# Sint-janskruidblokspanner
De sint-janskruidblokspanner (Aplocera efformata) is een nachtvlinder uit de familie van de spanners (Geometridae). 

## Kenmerken
De voorvleugellengte bedraagt tussen de 16 en 19 mm. Kan gemakkelijk verward worden met de streepblokspanner (A. plagiata) maar is iets kleiner. Kenmerken zijn een scherpe hoek in de dwarslijn vlak bij de wortelbasis een afgeronde uitstulping in de buitenste dwarslijn op de voorvleugel.

## Levenscyclus
De sint-janskruidblokspanner gebruikt sint-janskruid als waardplant. De rups is te vinden van juni tot in augustus en van september tot in mei. De soort overwintert als rups. Verpopping vindt plaats onder de grond. Er zijn jaarlijks twee, soms drie, generaties die vliegen van eind april tot halverwege november.

## Voorkomen
De soort komt verspreid over een groot deel van Europa, Marokko en Klein-Azië voor. De sint-janskruidblokspanner is in Nederland en België een niet zo algemene soort. 